# Santa Cecilia (Eboli)
Santa Cecilia è una  frazione di Eboli, in provincia di Salerno. Al centro della piana del sele a metà strada tra Paestum ,Battipaglia ed Eboli . Come interesse storico vi è la chiesa di San Vito, santo che ha vissuto in questi luoghi e dove fu seppellito. Si coltivano carciofi, pomodori, rucola igp, fragole, angurie, finocchi, insalate, verze. Qui è nata la mozzarella di bufala, la cosiddetta SAPOROSA già documentata nel 1300. Vi sono molti caseifici dove si produce la mozzarella e allevamenti bufalini. A pochi km dal mare, Santa Cecilia di Eboli e’ costeggiata dal fiume sele protetta dalla riserva sele tanagro. Vi sono molte attività commerciali, supermercati, 4 banche, ufficio postale, pizzerie. Vi è il complesso scolastico Virgilio (nido,materna,elementari,primarie). C’è la caserma dei carabinieri, l’ufficio comunale e il centro sportivo Spartacus . A pochi km dal centro commerciale outlet cilento  

## Geografia fisica
Si sviluppa a 17 metri di altitudine s.l.m., al centro della piana del Sele e all'intersezione della Strada statale 18 Tirrena Inferiore con la Strada Provinciale 30. Conta 1 580 abitanti secondo il censimento del 2001. È attraversata dalla Ferrovia tirrenica Meridionale nel tratto Battipaglia Agropoli, il più importante collegamento da nord a sud inaugurato il 4 giugno 1883.

## Storia
La località si trova presso l'innesto della strada Aversana con la Provinciale 30 nei pressi dell'Istituto Orientale di Napoli. L'urbanizzazione prende piede negli anni sessanta nei pressi dell'incrocio tra la Statale 18 e la Provinciale 30. Nel corso degli anni ha subito un notevole sviluppo, attirando popolazioni da comuni limitrofi data la strategica posizione.

## Economia
L'agricoltura è l'attività principale: numerose sono le aziende di coltivazione ma anche di trasformazione (carciofi, fragole, frutta e ortaggi). Un peso rilevante ha il settore della produzione e della vendita della mozzarella di bufala campana. Lungo la Provinciale e la Statale sono presenti numerose attività commerciali.
4 banche , 1 ufficio postale
tabacchi
ristorante 
5 pizzerie
bar e pasticceria

## Principali eventi
- 15 giugno 303: il giovane San Vito, la nutrice Crescenzia e il maestro Modesto, sfiniti dalle torture subite da Diocleziano, morirono presso la riva del fiume Sele, ove si trova l'antica chiesetta.
- 1300 Filippo Imperatore di Costantinopoli concede il vasto territorio dell’Arenosola per la produzione della mozzarella di bufala: la Saporosa, diretta antesignana della "Mammellona" o la più conosciuta "Zizzona", citata nel film *Benvenuti al Sud. Era talmente pregiata che i venditori delle medesime nella città di Napoli, spesso burlavano i compratori, impacchettando quelle di altri luoghi e spacciandole come Saporose di Eboli.
- 9 novembre 1967: una mandria di bufali sconfinata sui binari a San Nicola Varco, a pochi chilometri da Santa Cecilia, provocò il deragliamento dell'Espresso "Conca d'Oro". Poco dopo, l'Espresso 904, giunto dalla direzione opposta, piombò sulle vetture del convoglio deragliato. Solo dopo il disastro, costato 12 morti e 72 feriti, le Ferrovie dello Stato decisero di recintare la linea ferrata.
- 9 agosto 2013: viene installato un pannello raffigurante San Vito sulla rotatoria locale. Esso è visibile a tutti i viaggiatori che transitano sulla Statale 18 in ricordo del giovane santo martire.

## Monumenti e luoghi d'interesse
- Chiesa di San Vito al Sele

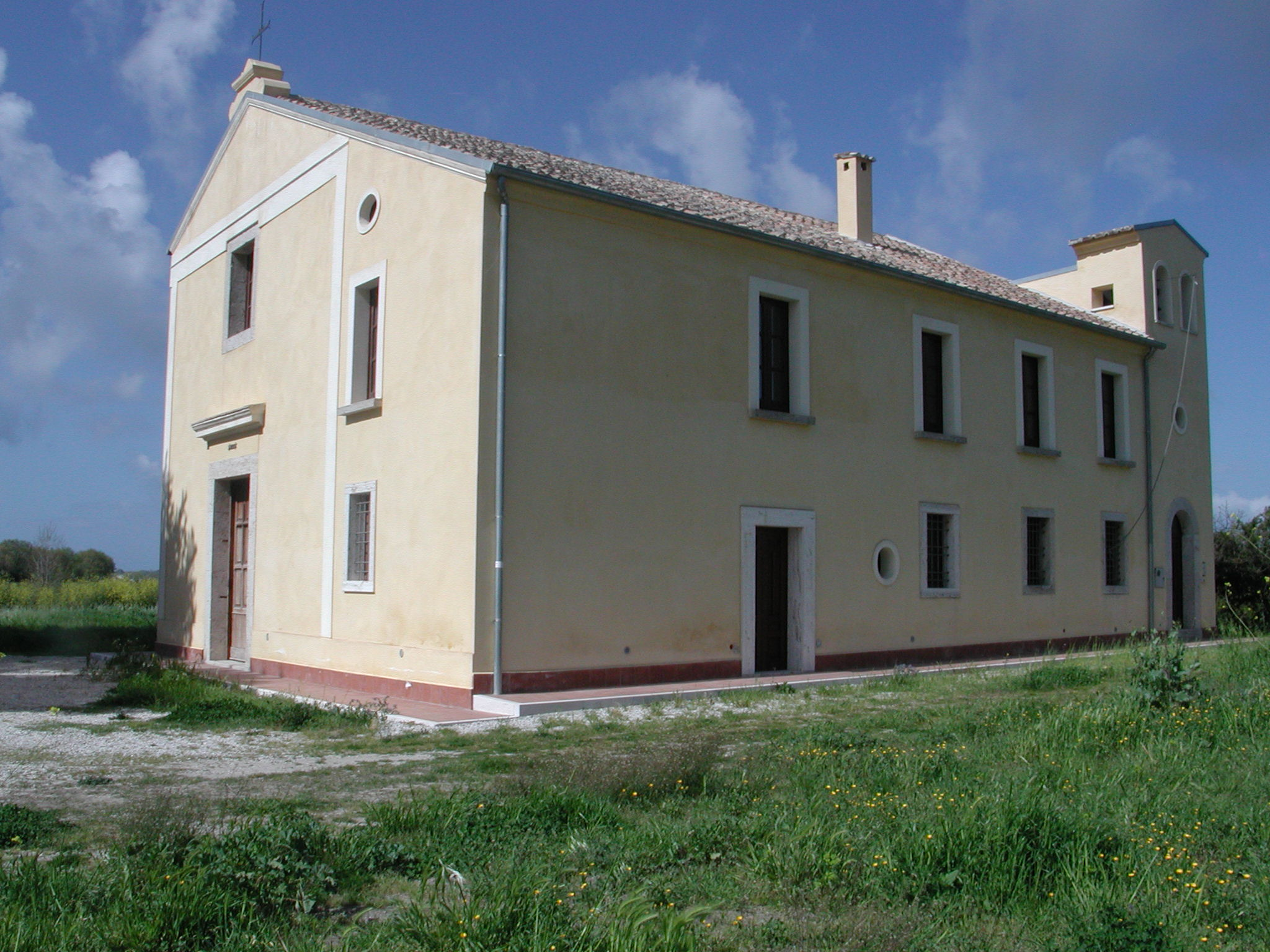
La chiesa di San Vito al Sele

- Chiesa di S. Nicola in S. Vito al Sele
- Chiesa di San Berniero, chiusa al culto
- Zona archeologica di San Vito al Sele
- Istituto Universitario orientale